# 牌組構築遊戲
牌組構築遊戲是一種卡片遊戲的類型，遊戲的主要過程是構築牌組，該遊戲和交換卡片遊戲有些類似，因為每個玩家都有自己一套不同的牌組，但與交換卡片遊戲的不同之處在於，牌組構築遊戲的卡牌不是在遊戲進行前取得的，牌組是在遊戲過程中組成的。一般而言，遊戲會以一項資源機制，讓玩家在遊戲進行過程中購買更多卡牌並構築牌組。皇輿爭霸是最早的牌組構築遊戲，在大受歡迎後，雷霆之石、等遊戲受其影響而出現。